# Maria Josefa von Harrach
Maria Josefa von Harrach, född 20 november 1727 i Wien, död 15 februari 1788 i Raudnitz, furstinna av Liechtenstein 1745-1748; gift 19 mars 1744 med furst Johann Nepomuk Karl av Liechtenstein. Äktenskapet var barnlöst. Omgift 28 november 1752 med furst Joseph Maria von Lobkowicz (8 januari 1724 - 5 mars 1802), fältmarskalk i österrikiska armén.